# 卡西姆恰鄉
44°44′N 28°22′E / 44.733°N 28.367°E
卡西姆恰鄉（羅馬尼亞語：Comuna Casimcea, Tulcea），是羅馬尼亞的鄉份，位於該國東南部，由圖爾恰縣負責管轄，面積204平方公里，海拔高度138米，2002年人口3,063，人口密度每平方公里15人。